# رافائل باردم
رافائل باردم (اسپانیایی: Rafael Bardem‎؛ ‏ ۱۰ ژانویهٔ ۱۸۸۹ – ۶ نوامبر ۱۹۷۲) بازیگر اهل اسپانیا بود. وی بین سال‌های ۱۹۴۰ تا ۱۹۶۹ میلادی فعالیت می‌کرد. وی پدربزرگ خاویر باردم بود.
از فیلم‌ها یا مجموعه‌های تلویزیونی که وی در آن‌ها نقش داشته است، می‌توان به یک کوبایی در اسپانیا، صبح بخیر، کنتس کوچک، آسمان سیاه، هفت تپانچه برای خانواده مک‌گرگور، میهمانی ادامه دارد، جاسوسی در لیسبون، «عشاق تولِدو»، «ما دزدان شرافتمندی هستیم»، «عمو سُنبل» و «انتقام» اشاره نمود.